# Cúp quốc gia Scotland 1904–05
 Cúp quốc gia Scotland 1904–05 là mùa giải thứ 32 của giải đấu bóng đá loại trực tiếp uy tín nhất Scotland. Chức vô địch thuộc về Third Lanark khi đánh bại Rangers 3-1 trong trận đá lại.

## Lịch thi đấu
| Vòng      | Ngày thi đấu đầu tiên | Số trận đấu | Số đội tham gia |
| --------- | --------------------- | ----------- | --------------- |
| Vòng Một  | 28 tháng 1 năm 1905   | 16          | 32 → 16         |
| Vòng Hai  | 11 tháng 2 năm 1905   | 8           | 16 → 80         |
| Tứ kết    | 25 tháng 2 năm 1905   | 4           | 8 → 4           |
| Bán kết   | 25 tháng 3 năm 1905   | 2           | 4 → 2           |
| Chung kết | 8 tháng 4 năm 1905    | 1           | 2 → 1           |

## Vòng Một
| Đội nhà               | Tỉ số | Đội khách                    |
| --------------------- | ----- | ---------------------------- |
| Aberdeen              | 2 – 1 | Queens Park                  |
| Airdrieonians         | 7 – 0 | St Johnstone                 |
| Arthurlie             | 0 – 0 | Motherwell                   |
| Bathgate              | 2 – 1 | Arbroath                     |
| Cowdenbeath           | 2 – 0 | 6th GRV                      |
| Dumfries              | 1 – 2 | Celtic                       |
| Dundee                | 1 – 3 | Hearts                       |
| Hibernian             | 1 – 1 | Partick Thistle              |
| Kilmarnock            | 2 – 2 | Beith                        |
| Kirkcaldy United      | 3 – 1 | Crieff Morrisonians          |
| Leith Athletic        | 5 – 1 | Inverness Caledonian Thistle |
| Greenock Morton       | 2 – 0 | Renton                       |
| Port Glasgow Athletic | 3 – 0 | Stranraer                    |
| Rangers               | 2 – 1 | Ayr Parkhouse                |
| St Mirren             | 1 – 0 | Clyde                        |
| Third Lanark          | 4 – 1 | Leith Athletic               |

### Đá lại
| Đội nhà         | Tỉ số | Đội khách  |
| --------------- | ----- | ---------- |
| Beith           | 3 – 1 | Kilmarnock |
| Motherwell      | 1 – 0 | Arthurlie  |
| Partick Thistle | 4 – 2 | Hibernian  |

## Vòng Hai
| Đội nhà          | Tỉ số | Đội khách             |
| ---------------- | ----- | --------------------- |
| Aberdeen         | 1 – 1 | Bathgate*             |
| Airdrieonians    | 3 – 0 | Port Glasgow Athletic |
| Beith            | 4 – 0 | Cowdenbeath           |
| Celtic           | 3 – 0 | Lochgelly United      |
| Kirkcaldy United | 0 – 1 | Partick Thistle       |
| Greenock Morton  | 0 – 6 | Rangers               |
| Motherwell       | 0 – 1 | Third Lanark          |
| St Mirren        | 2 – 1 | Heart of Midlothian   |

- Trận đấu bị hủy bỏ

### Đá lại
| Đội nhà  | Tỉ số | Đội khách |
| -------- | ----- | --------- |
| Aberdeen | 6 – 1 | Bathgate  |

## Tứ kết
| Đội nhà      | Tỉ số | Đội khách       |
| ------------ | ----- | --------------- |
| Celtic       | 3 – 0 | Partick Thistle |
| Rangers      | 5 – 1 | Beith           |
| St Mirren    | 0 – 0 | Airdrieonians   |
| Third Lanark | 4 – 1 | Aberdeen        |

### Đá lại
| Đội nhà       | Tỉ số | Đội khách |
| ------------- | ----- | --------- |
| Airdrieonians | 3 – 1 | St Mirren |

## Bán kết
| Rangers | 2 – 0 | Celtic * |
| ------- | ----- | -------- |
|         |       |          |

| Third Lanark | 2 – 1 | Airdrieonians |
| ------------ | ----- | ------------- |
|              |       |               |

- Trận đấu bị hủy bỏ, phần thắng thuộc về Rangers

## Chung kết
| Third Lanark | 0 – 0 | Rangers |
| ------------ | ----- | ------- |
|              |       |         |

### Đá lại
| Third Lanark | 3 – 1 | Rangers |
| ------------ | ----- | ------- |
|              |       |         |